# Miguel Bortolini
Miguel Bortolini Castillo (Cidade do México, 29 de setembro de 1941 – 13 de agosto de 2016) foi um político mexicano do Partido da Revolução Democrática. De 2000 a 2003 atuou como vice-presidente da LVIII Legislatura do Congresso Mexicano representando o Distrito Federal. Também foi presidente do bairro Coyoacán, de 2003 a 2006.[carece de fontes?]